# Palais ducal de Nevers
 (décembre 2007).
Si vous disposez d'ouvrages ou d'articles de référence ou si vous connaissez des sites web de qualité traitant du thème abordé ici, merci de compléter l'article en donnant les références utiles à sa vérifiabilité et en les liant à la section « Notes et références ».
Le Palais ducal de Nevers est un château des XVe et XVIe siècles, résidence des comtes puis des ducs de Nevers. Il fait l’objet d’un classement au titre des monuments historiques par la liste de 1840.

## Historique
Considéré comme le premier des châteaux de la Loire, construit sur la butte qui domine le centre de la vieille ville, le Palais Ducal domine, en contrebas, de sa large façade renaissance encadrée de tourelles polygonales, la place de la République, vaste parc. Ce palais fut la résidence des comtes puis des ducs du Nivernais.
Cet édifice fut construit pour Jean de Clamecy, Comte de Nevers, en lieu et place de son ancienne forteresse. Les deux grosses tours postérieures sont les plus anciennes, à savoir du XVe siècle, car le château fut remanié au XVIe siècle par la famille de Clèves en y adjoignant notamment le splendide escalier d'honneur qui prend place dans la tourelle centrale.
On note une constance de proportions entre la façade ocre et les toitures d'ardoise. Depuis le château, la longue esplanade bordée d'arbres, continue de s'étirer jusqu'aux bords de la Loire qu'elle surplombe, offrant ainsi un joli panorama.
Madame de Cossé-Brissac, héritière du dernier duc de Nevers, vend le château et ses dépendances à la Ville et au Département en 1810. L'édifice est alors partagé entre la mairie et le tribunal de justice jusqu'en 1850, date à laquelle la municipalité s'installe dans le nouvel hôtel de ville édifié par Paillard. La justice investit dès lors la totalité du bâtiment et le transforme. Ce ne sont pas les premières modifications mais, en 1850, elles sont plus radicales et plus profondes. La distribution originelle des salles ne pouvant satisfaire aux besoins de l'administration judiciaire, elle est entièrement transformée dans un esprit plus fonctionnel. La décoration des salles est nouvelle, de même que celle de la façade. Entièrement restaurée, proche de son état premier, cette façade recevait les sculptures imaginées par François Jouffroy, quelque peu différentes de celles qui existaient auparavant. À la fin des années 1970, la Ville, soucieuse de récupérer et de restaurer un des plus beaux monuments historiques de Nevers, proposait le transfert du palais de justice dans l'ancien palais épiscopal. Un nouveau programme de restauration pouvait être lancé, conservant la distribution du XIXe siècle mais ajoutant un escalier monumental en place des appartements de l'extrémité ouest et une nouvelle entrée latérale utilisant des matériaux contemporains qui se retrouvent associés dans l'ensemble du monument aux décorations antérieures
Restauré sur ordre de Pierre Bérégovoy dans les années 1980, le palais abrite aujourd'hui l'hôtel de ville (dont le bureau du maire et la salle des conseils), une partie de l'office de tourisme, des salles d'expositions et de réception, ainsi qu'une exposition permanente sur l'histoire et les atouts de la ville (Formule 1, faïence, etc.) ainsi qu'un aquarium de poissons ligériens.
Des fouilles menées pendant la restauration (principalement en 1988) ont permis de découvrir de nombreuses pièces d'artillerie, dont l'une des plus belles, une pièce d'artillerie du XIVe siècle (« chambre à poudre de veuglaire »), reposant depuis au dépôt archéologique municipal de Nevers, est une pièce absolument unique en France.
Le 4 mai 1993, c'est devant le Palais ducal que le président de la République, François Mitterrand, prononça l'éloge funèbre de Pierre Bérégovoy qui s'était suicidé le 1er mai, discours resté célèbre pour une phrase : « Toutes les explications du monde ne justifieront pas qu'on ait pu livrer aux chiens l'honneur d'un homme et finalement sa vie au prix d'un double manquement de ses accusateurs aux lois fondamentales de notre République : celles qui protègent la dignité et la liberté de chacun d'entre-nous ».

## Galerie de photos

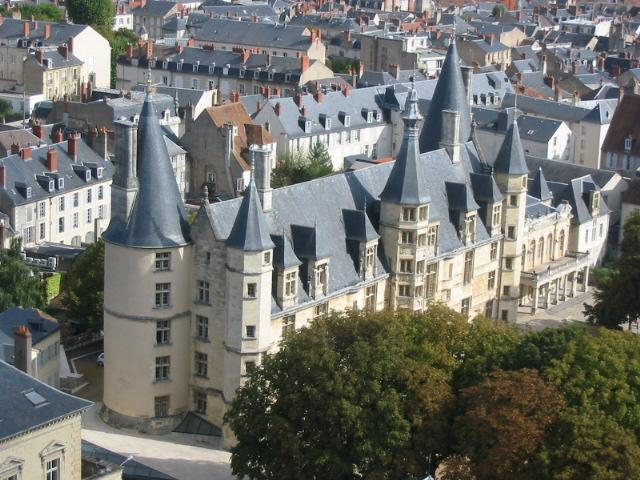
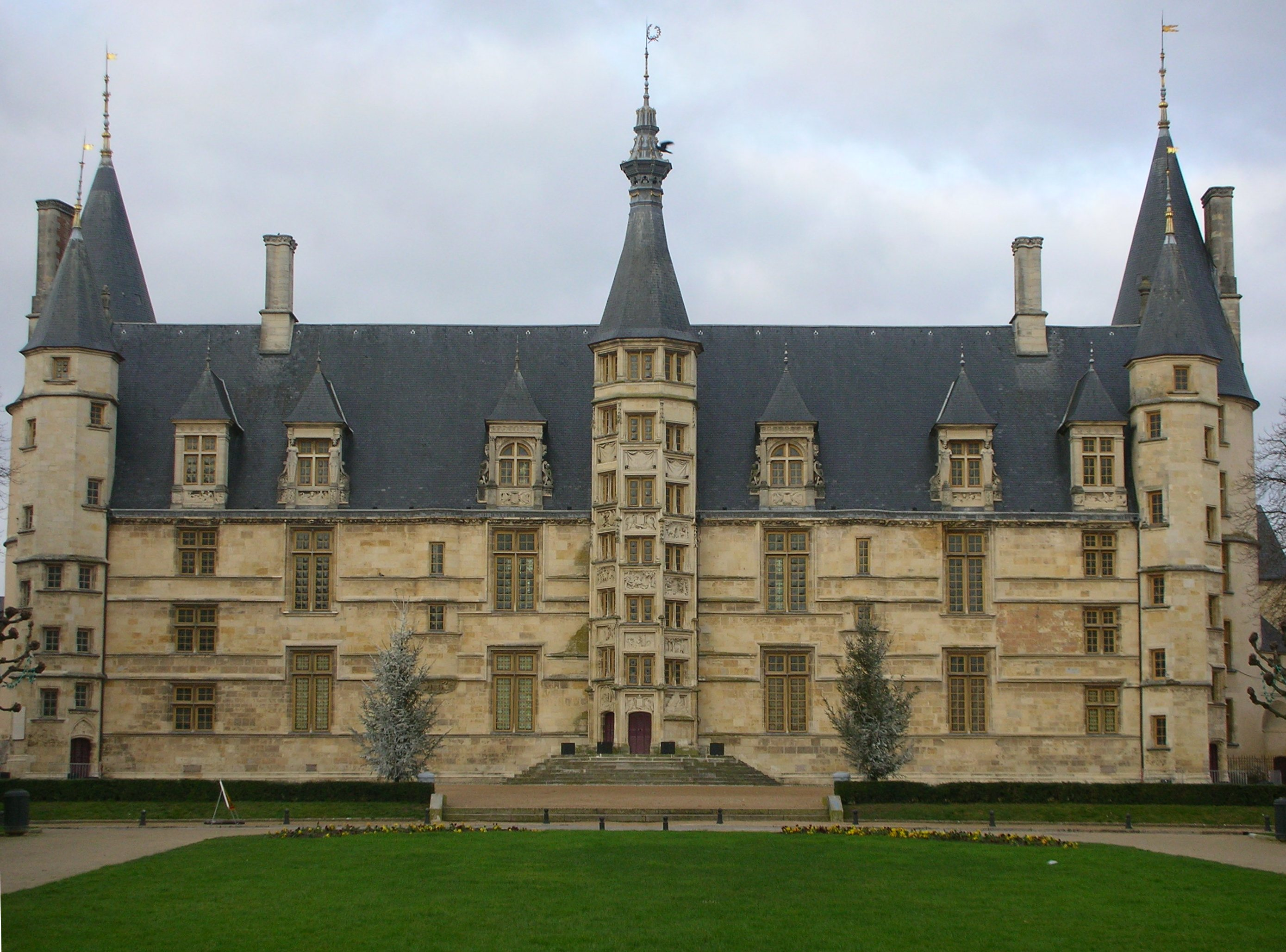
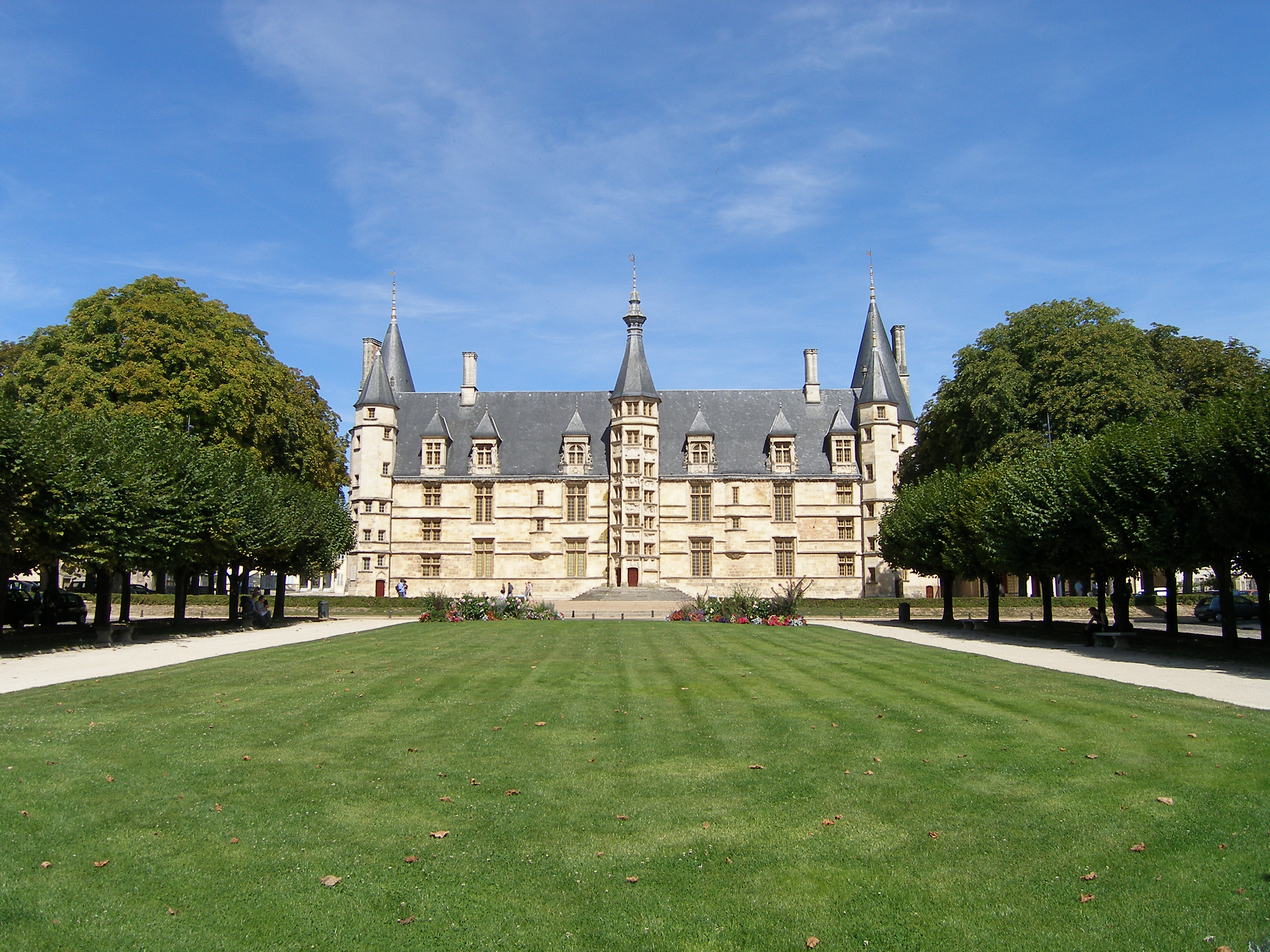
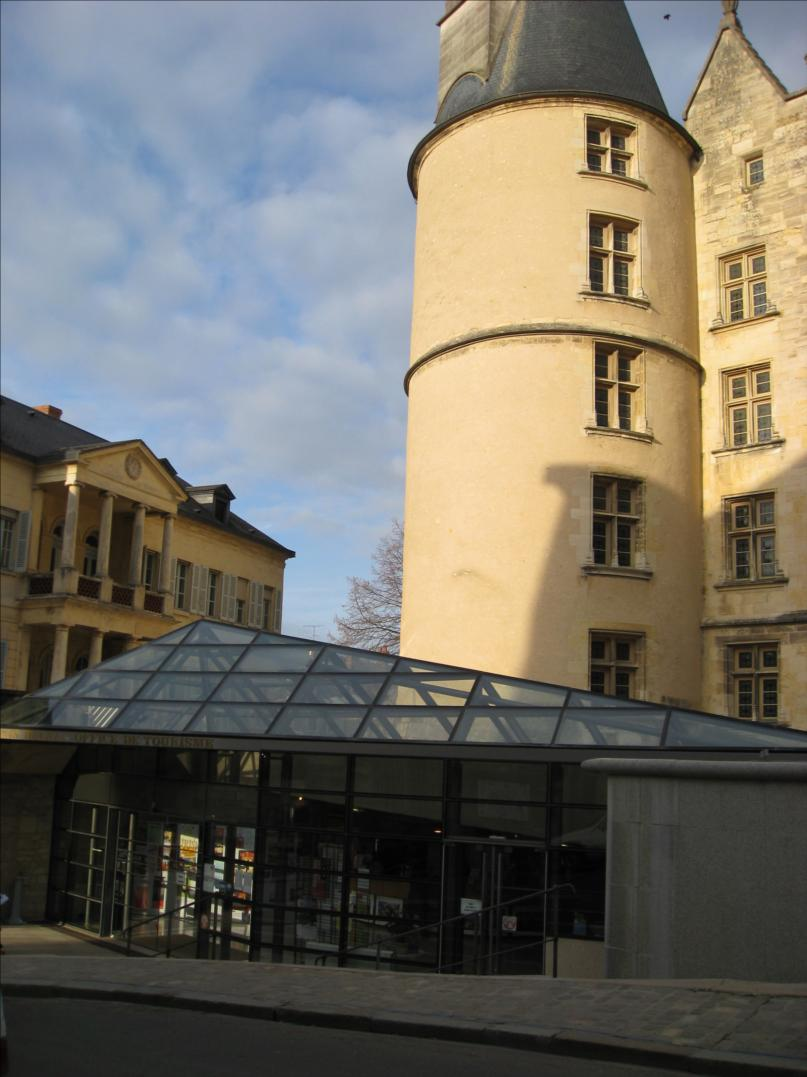
L'office de tourisme.
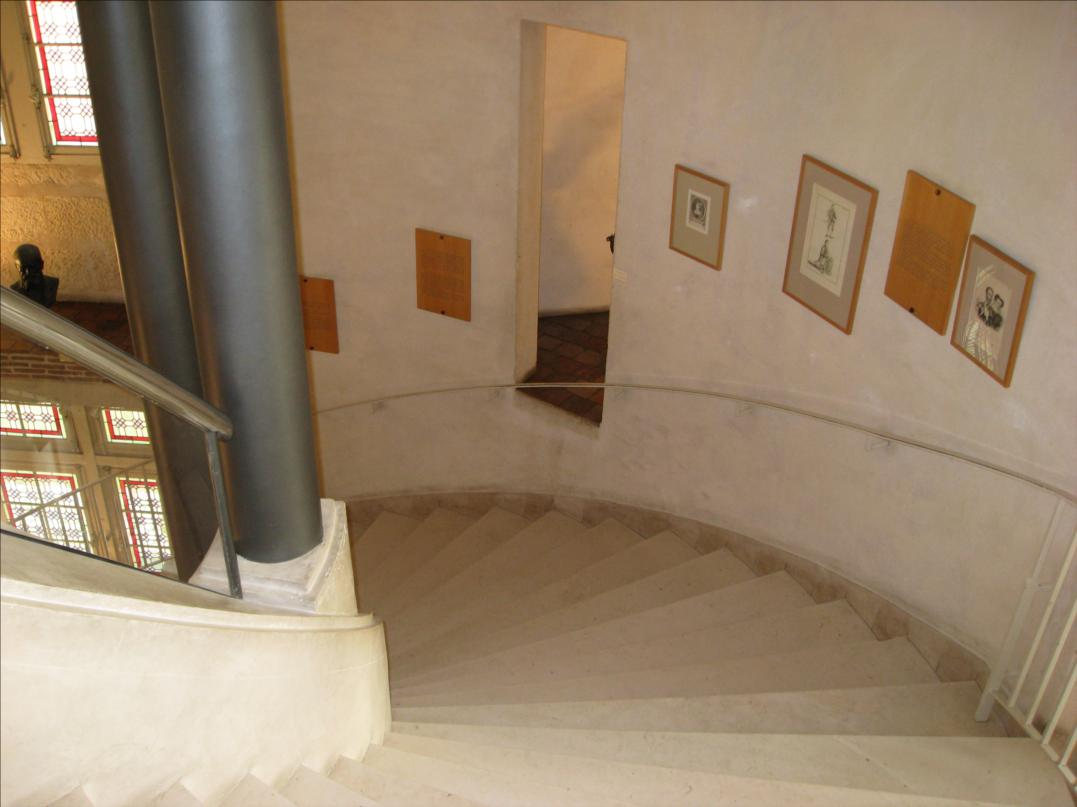
Les escaliers.
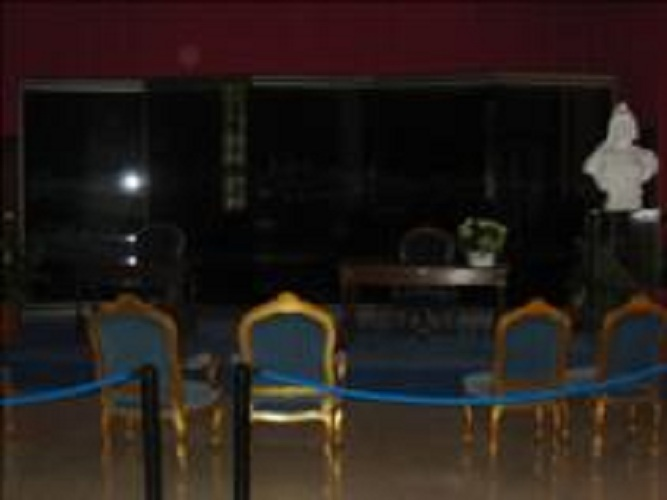
La salle des mariages.
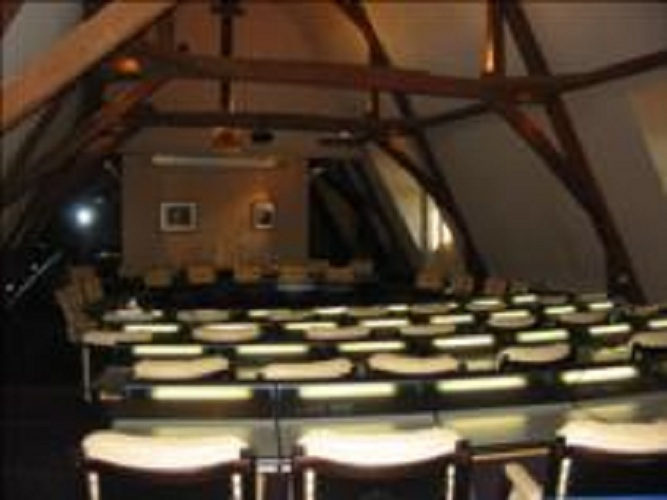
La salle du Conseil municipal.
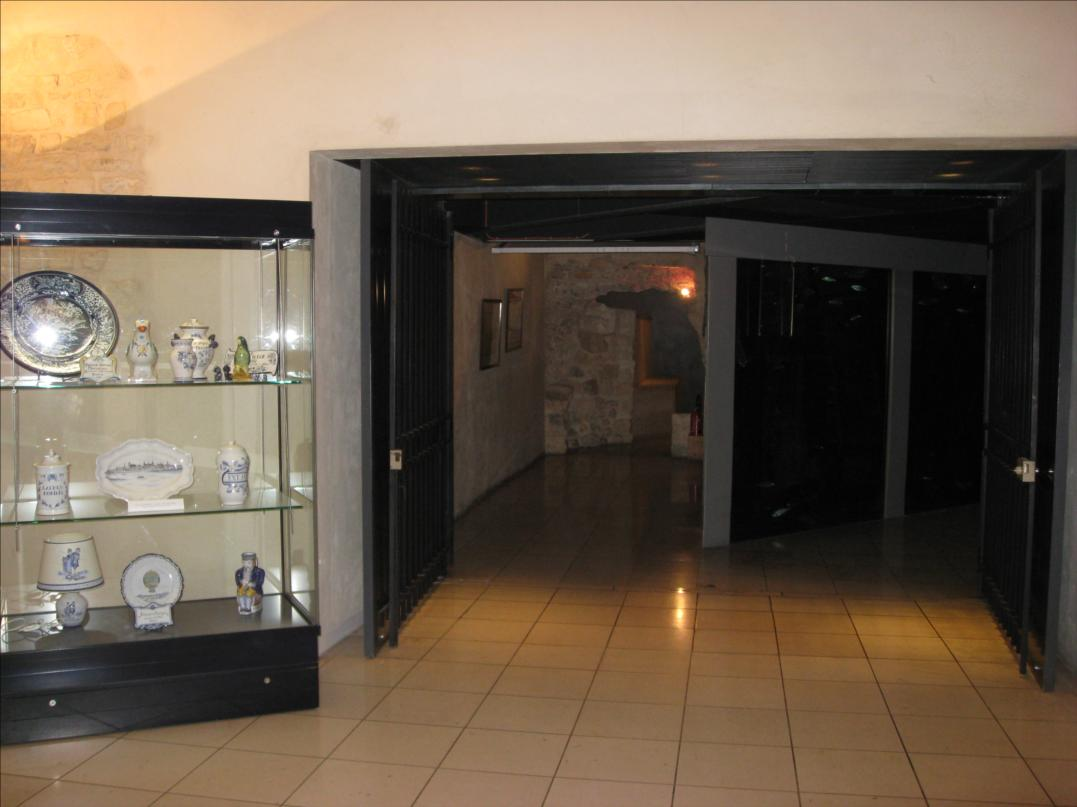
L'exposition permanente.
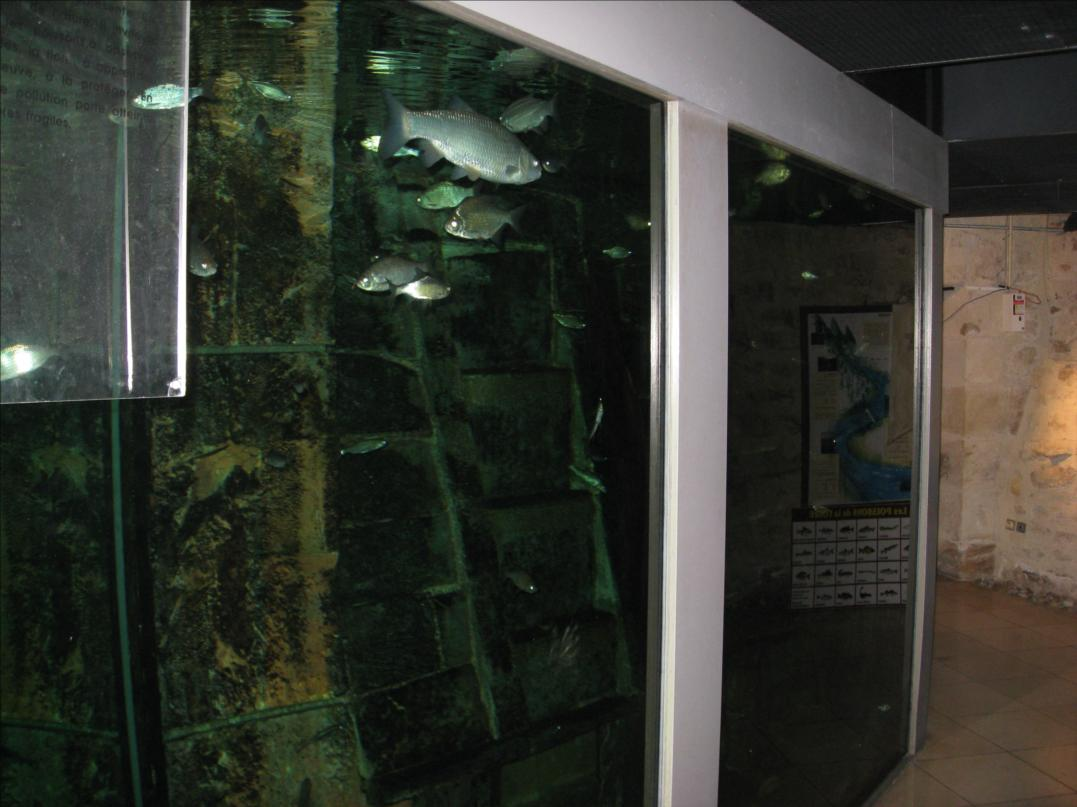
L'exposition permenante.
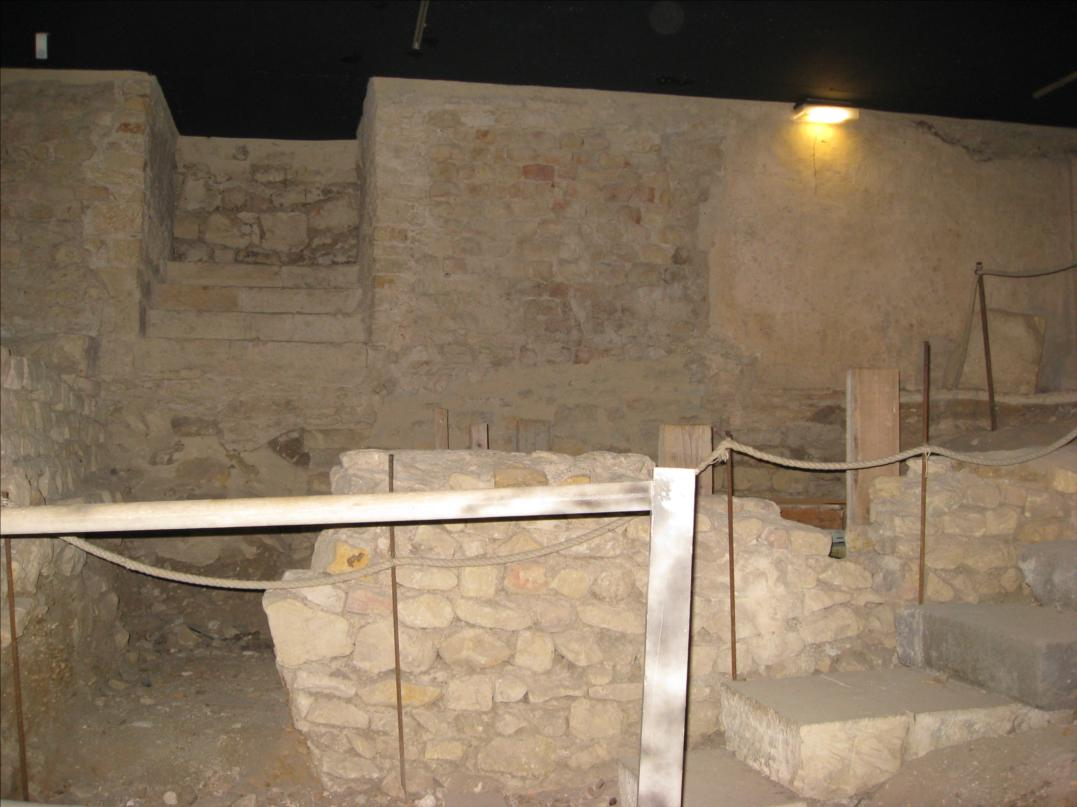
L'exposition permanente.
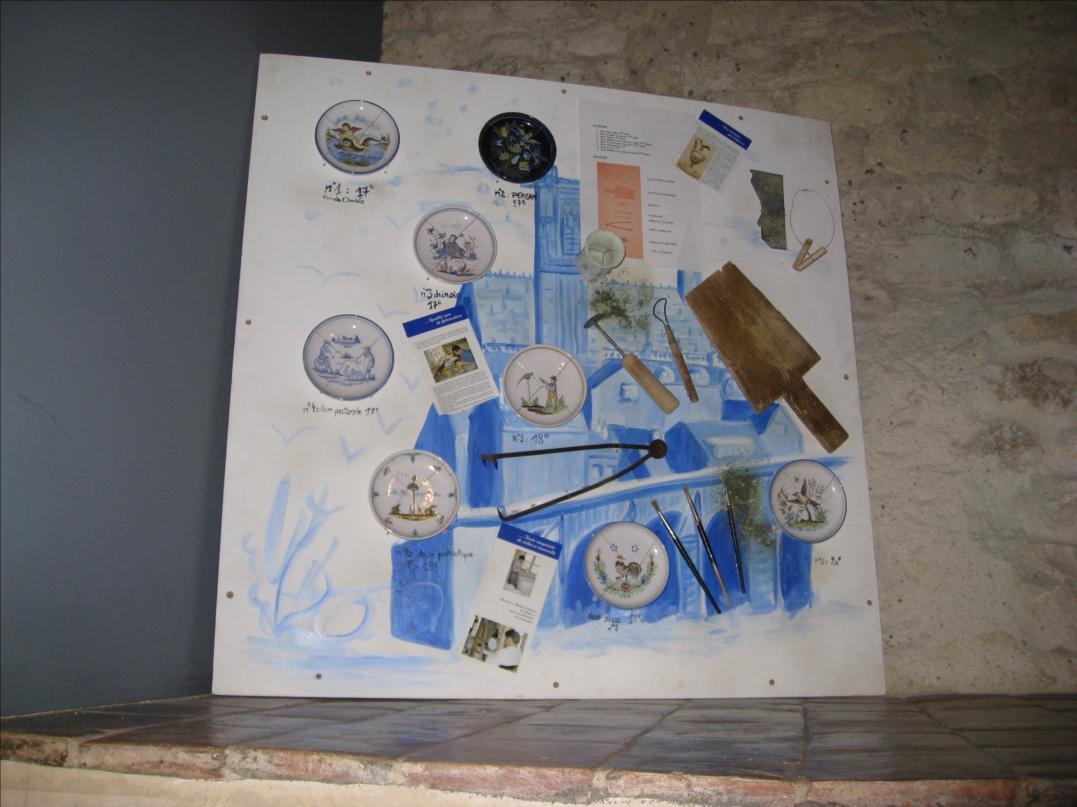
L'exposition permanente.
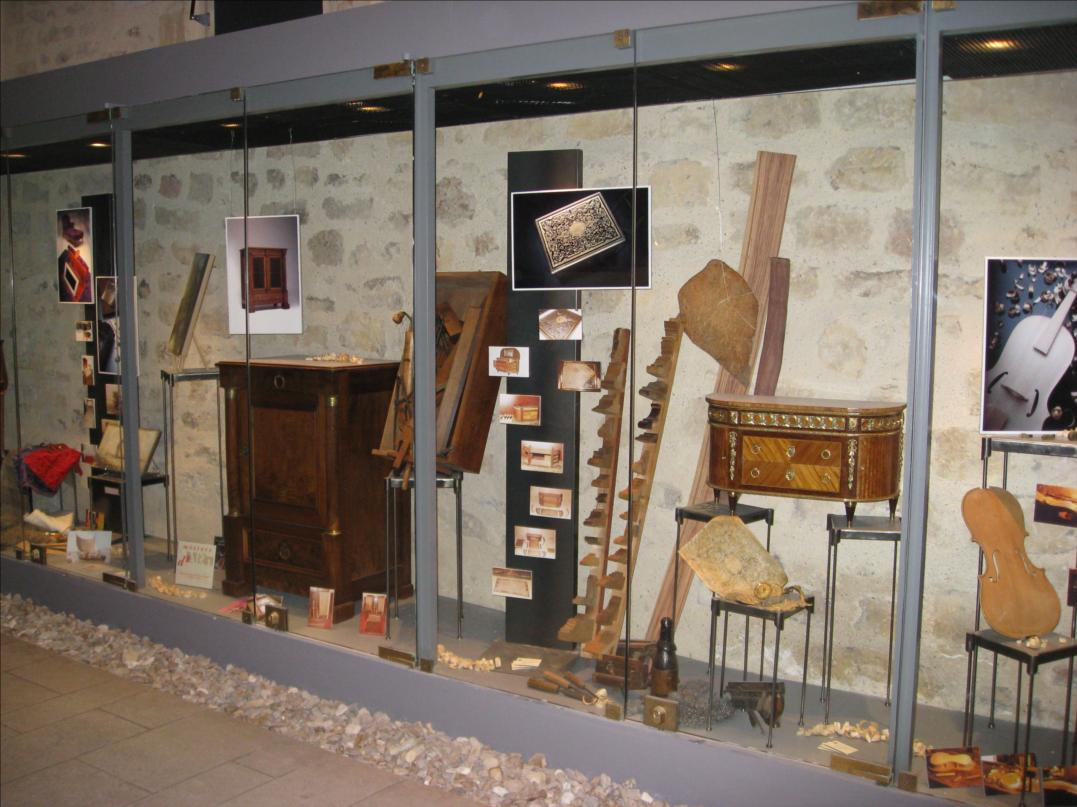
L'exposition permanente.
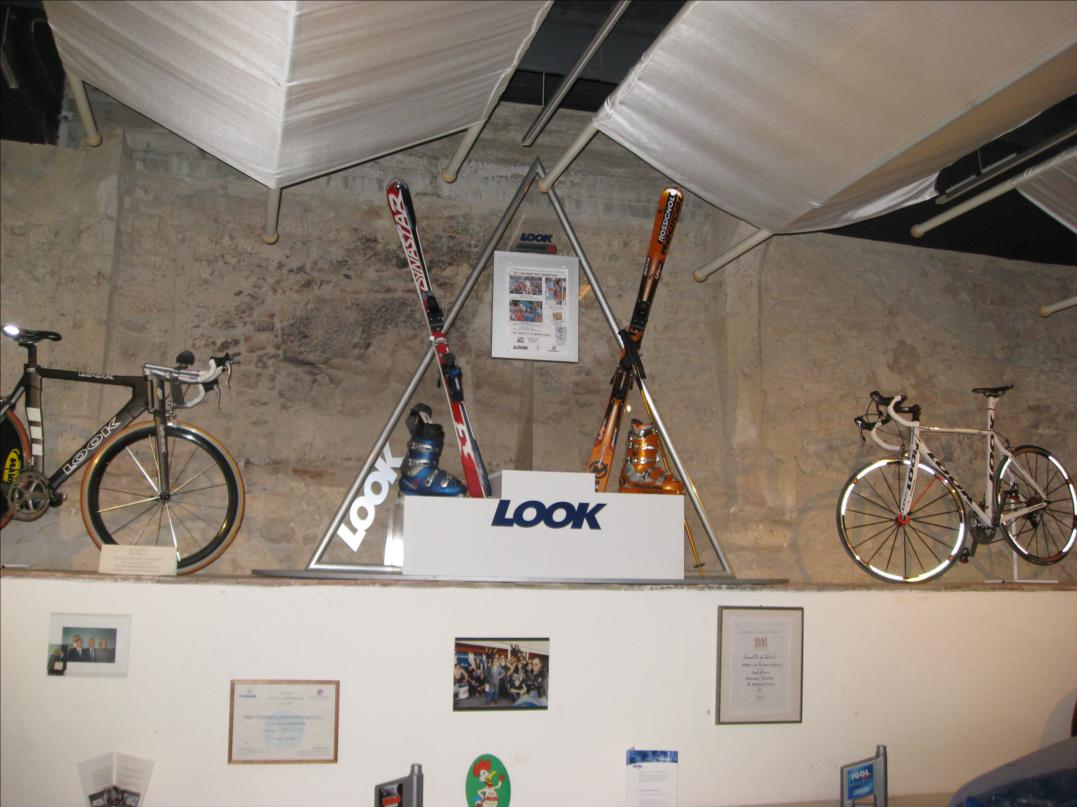
L'exposition permanente.
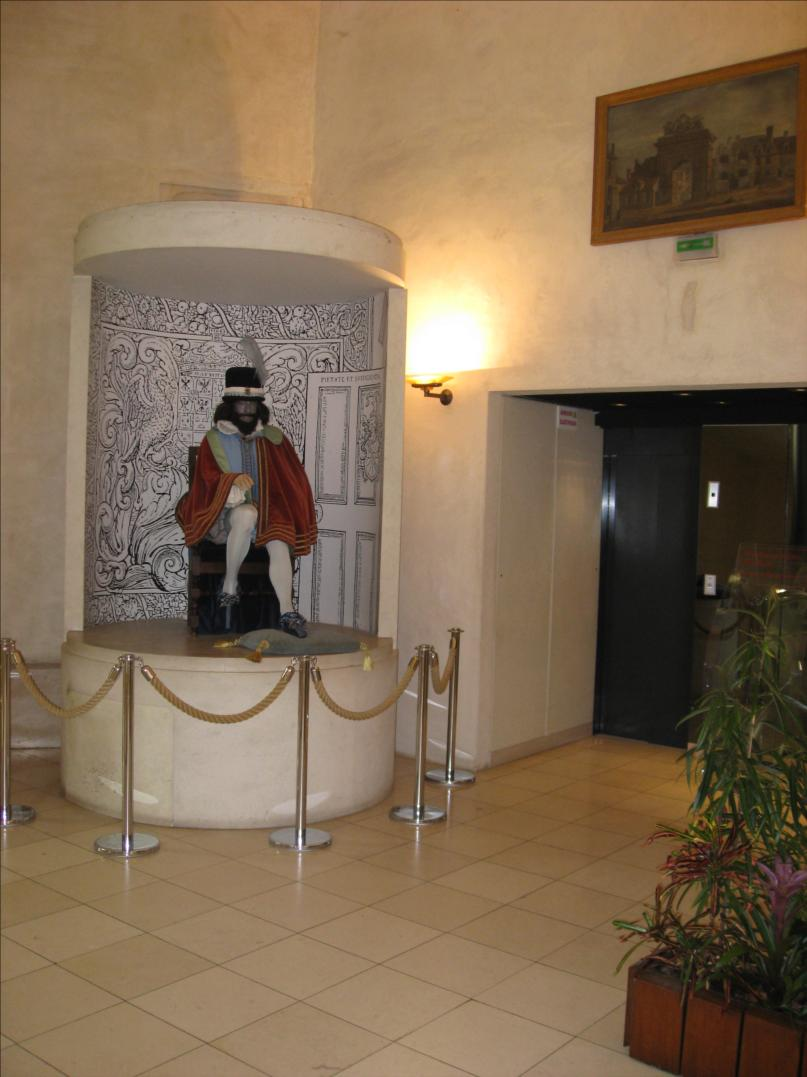
L'exposition permanente : statue animée de Louis IV de Gonzague-Nevers.
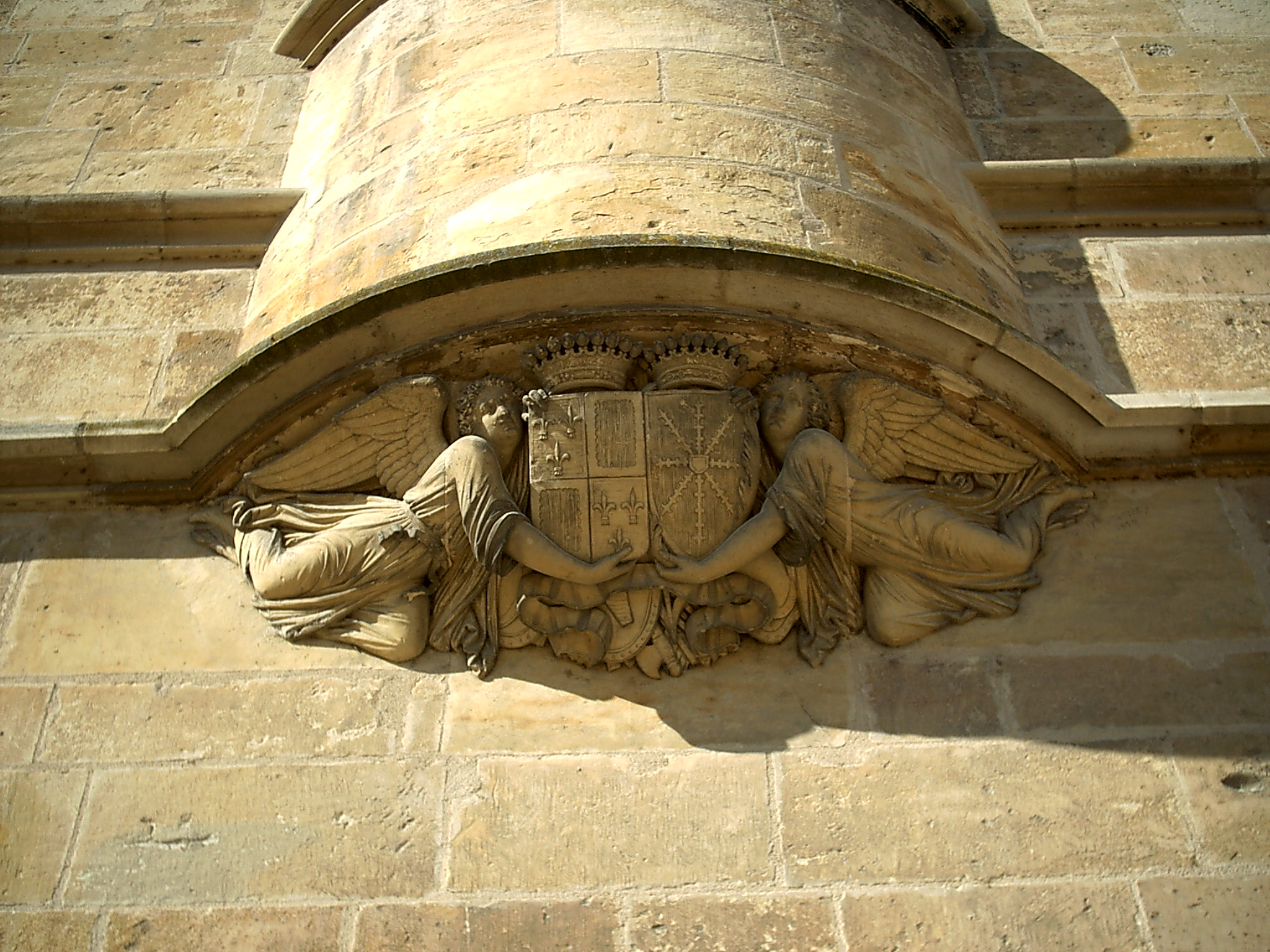
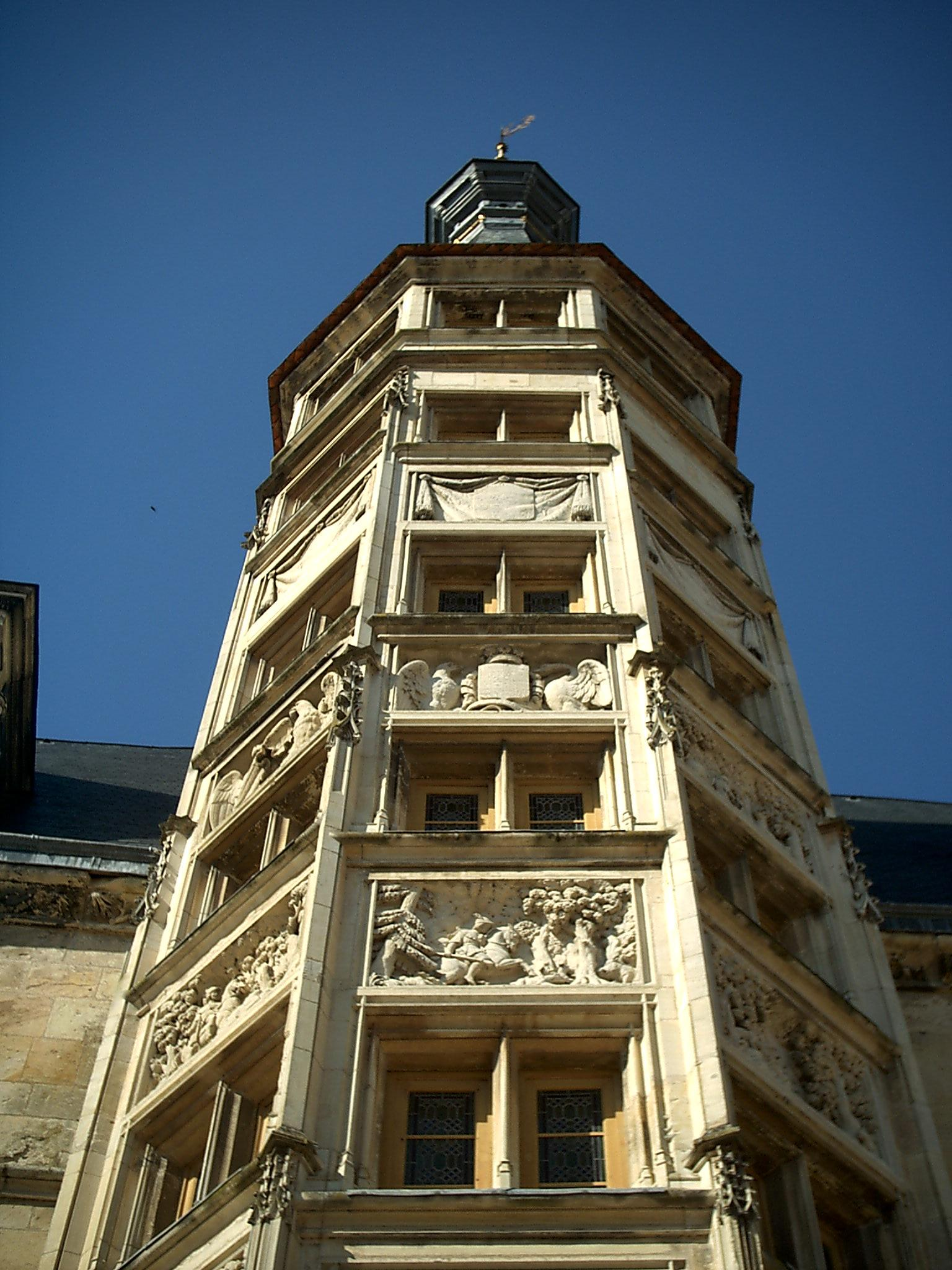
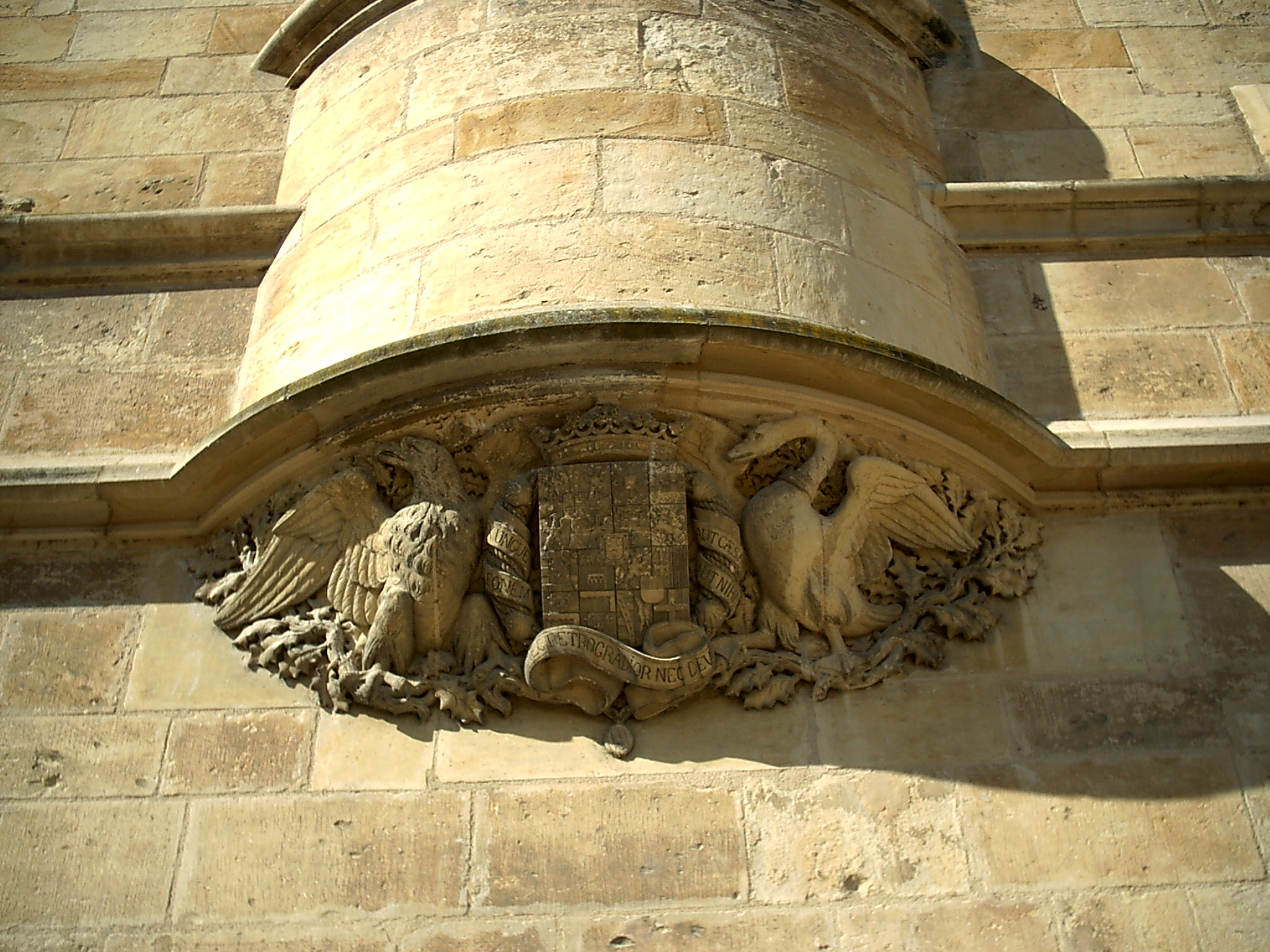
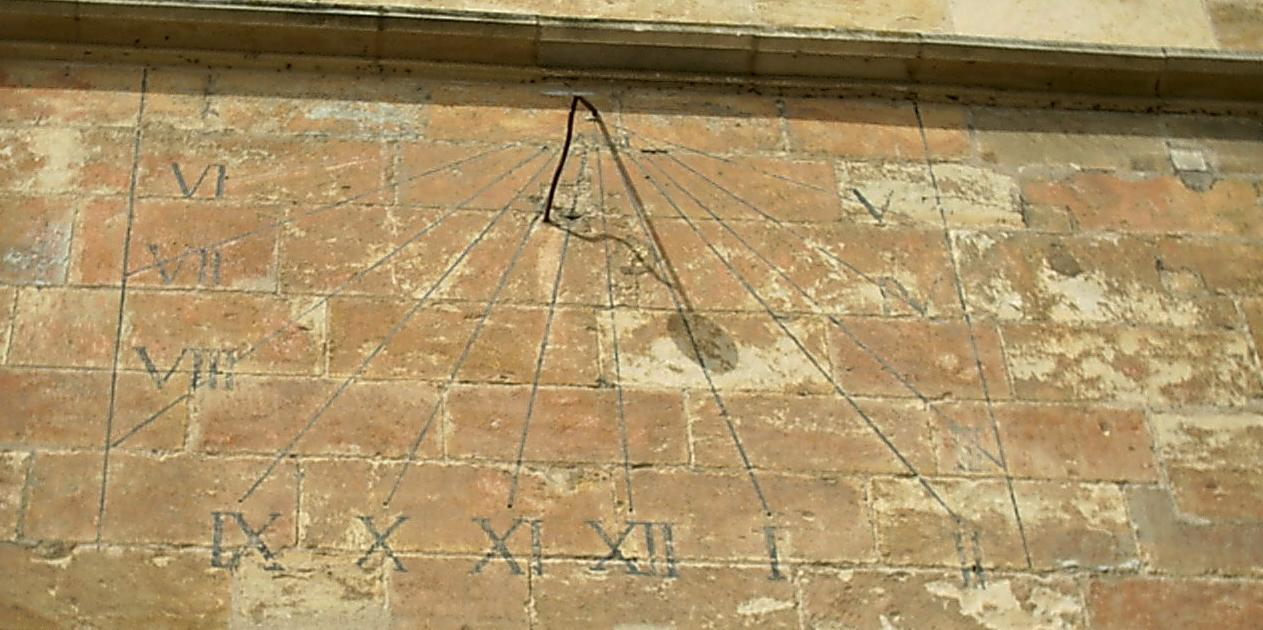
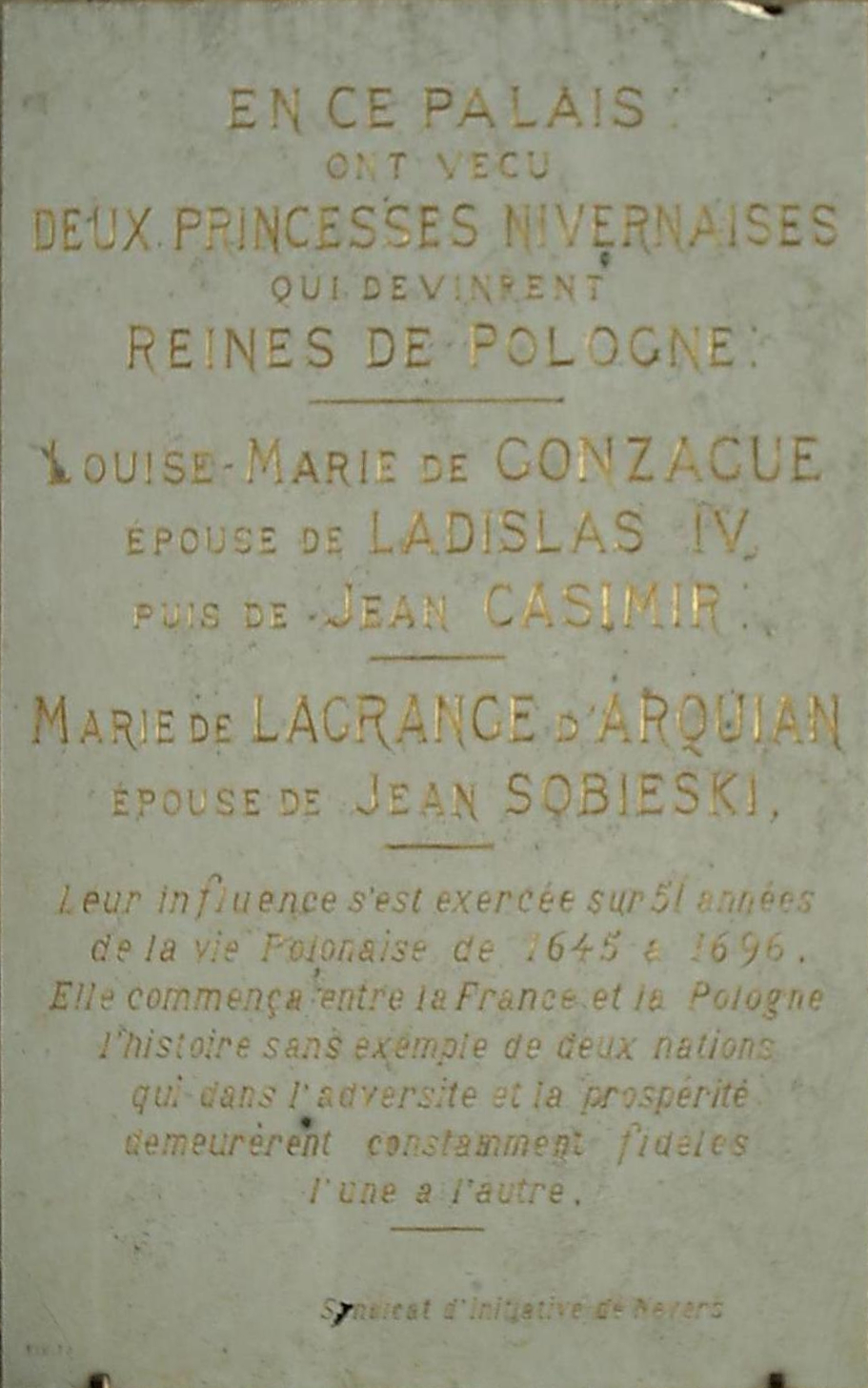